# Årenes ringe
Årenes ringe er en dokumentarfilm instrueret af Dan Säll efter eget manuskript.

## Handling
Træer byder på fantastisk mange variationer, oplevelser og stemninger. Strødam Naturreservat er et lille stykke af Gribskov i Nordsjælland. Her har instruktøren fulgt årstidernes skiftende stemninger. "Træer fremkalder hos mig forskellige billeder som med fantasiens hjælp kan åbne for nye indre landskaber. Det er disse indre billeder vi, komponisten Åke Parmerud og jeg selv har forsøgt at formidle," siger instruktør og fotograf Dan Säll.